# 2002년 동계 올림픽 피겨스케이팅 아이스댄싱
2002년 동계 올림픽 피겨스케이팅 아이스댄싱 경기는 2002년 2월 15일부터 2월 18일까지 비빈트 스마트홈 아레나에서 열렸다.

## 경기 결과
메달은 2월 18일에 수여되었다.
러시아의 아니시나는 이전 파트너인 아베르부흐가 로바체바와 결별한후 프랑스로 이주했다. 5위를 한 리투아니아의 아이스 댄싱 선수 마르가리타 드로비아즈코/포빌라스 바나가스는 빙판에서 넘어졌다. 그러나 심판에서 필요한 공제를 얻지 못한 커플에게 뒤졌다는 시위를 제기했다. 1932년 이후로 프랑스는 올림픽 피겨스케이팅에서 처음으로 금메달을 획득했다.
첫번째 컴펄서리 댄스는 퀵스텝이었다. 2번째는 블루스였다.
| 순위 | 선수                                        | 국적           | 점수 | CD1 | CD2 | OD | FD |
| ---- | ------------------------------------------- | -------------- | ---- | --- | --- | -- | -- |
| 1    | 마리나 아니시나 / 그벤달 페이제라           | 프랑스         | 2.0  | 1   | 1   | 1  | 1  |
| 2    | 이리나 로바체바 / 일리아 아베르부흐         | 러시아         | 4.0  | 2   | 2   | 2  | 2  |
| 3    | 바르바라 푸사르 / 마우리지오 마르가글리오   | 이탈리아       | 6.0  | 3   | 3   | 3  | 3  |
| 4    | 린 보르네 / 빅토르 크라츠                   | 캐나다         | 8.0  | 4   | 4   | 4  | 4  |
| 5    | 마르가리타 드로비아즈코 / 포빌라스 바나가스 | 리투아니아     | 10.0 | 5   | 5   | 5  | 5  |
| 6    | 갈리트 차이트 / 세르게이 사흐노프스키       | 이스라엘       | 12.0 | 6   | 6   | 6  | 6  |
| 7    | 알베나 덴코바 / 막심 스타비스키             | 불가리아       | 14.0 | 7   | 7   | 7  | 7  |
| 8    | 카티 빈클러 / 레네 로제                     | 독일           | 16.0 | 8   | 8   | 8  | 8  |
| 9    | 엘레나 그루시나 / 루슬란 곤차로우           | 우크라이나     | 19.0 | 10  | 10  | 10 | 9  |
| 10   | 타티아나 나프카 / 로만 코스토마로프         | 러시아         | 19.0 | 9   | 9   | 9  | 10 |
| 11   | 나오미 랑 / 피터 체르니셰프                 | 미국           | 22.2 | 12  | 11  | 11 | 11 |
| 12   | 프란스 두브루일 / 패트리스 로즌             | 캐나다         | 23.8 | 11  | 12  | 12 | 12 |
| 13   | 실비아 노바크 / 세바스티안 콜라신스키       | 폴란드         | 26.0 | 13  | 13  | 13 | 13 |
| 14   | 엘리아네 후겐토블러 / 다니엘 후겐토블러     | 스위스         | 28.4 | 15  | 15  | 14 | 14 |
| 15   | 마리카 험프레이스 / 비탈리 바라노프         | 영국           | 30.4 | 16  | 16  | 15 | 15 |
| 16   | 이사벨 델로벨 / 올리비에르 쇼엔펠데르       | 프랑스         | 31.2 | 14  | 14  | 16 | 16 |
| 17   | 크리스틴 프라세르 / 이고르 루카닌           | 아제르바이잔   | 34.6 | 17  | 17  | 18 | 17 |
| 18   | 페데리카 파이엘라 / 마시모 스칼리           | 이탈리아       | 35.4 | 18  | 18  | 17 | 18 |
| 19   | 나탈리아 구디나 / 알렉세이 벨레츠키         | 이스라엘       | 38.0 | 19  | 19  | 19 | 19 |
| 20   | 카테리나 코발로바 / 다비드 스주르만         | 체코           | 40.4 | 21  | 21  | 20 | 20 |
| 21   | 율리아 골로비나 / 올레그 보이코             | 우크라이나     | 43.4 | 22  | 22  | 21 | 22 |
| 22   | 장 웨이나 / 카오 치앙밍                     | 중화인민공화국 | 44.0 | 23  | 23  | 23 | 21 |
| 23   | 비타 핸드라 / 찰스 시네크                   | 미국           | 44.2 | 20  | 20  | 22 | 23 |
| 24   | 양태화 / 이천군                             | 대한민국       | 48.0 | 24  | 24  | 24 | 24 |